# Senioren
Senioren är medlemstidning för SPF Seniorerna och kommer ut nio gånger om året. Tidningens uppgift är att med hög journalistisk kvalitet och trovärdighet väcka debatt och skapa opinion, bevaka och informera om viktiga frågor för medlemmarna som speglar SPF Seniorernas verksamhet.
Tidningen speglar livet efter pensioneringen. Det gäller ekonomin, pensionen, boendet, vården, hälsan men också livets goda såsom kultur, resor, mat, inredning, mode och trädgård.
Läsarna är nära en kvarts miljon, och finns över hela landet. Upplagan är 207 100 exemplar (TS 2018). Tidningen utsågs till "Årets tidskrift 2010" av Sveriges Tidskrifter.
Tidningen finns också som nättidning och som diskussionsforum.

## Tidningens historia

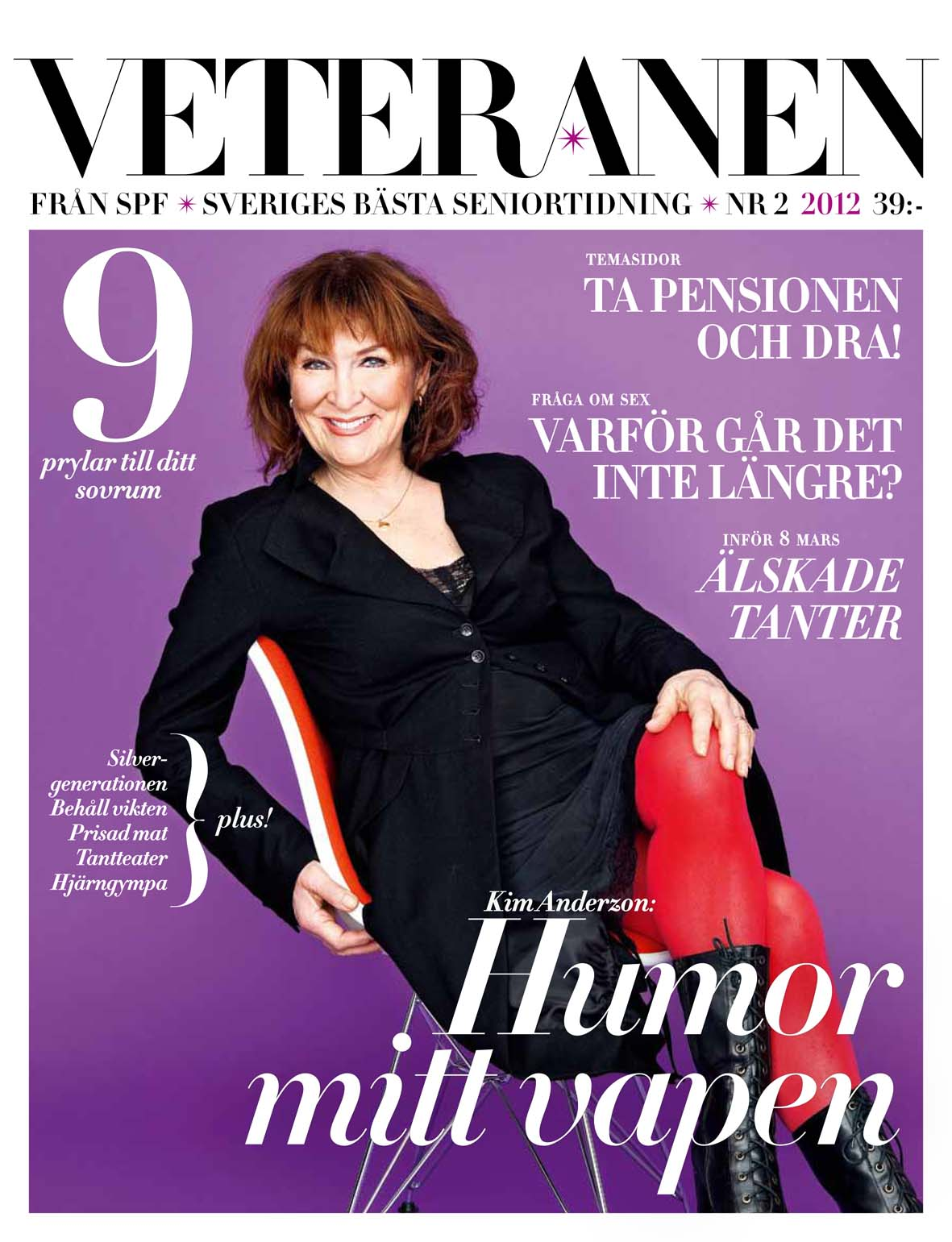
Veteranen, nummer 2, 2012.

Tidningen går tillbaka till 1942 men hette då Pensionären, med tillägget De gamlas tidning. Den var organ för Sveriges Folkpensionärers Riksförbund med säte i Göteborg och John Björnheden var ansvarig utgivare och redaktör. Det första numret utkom julen 1942 och kostade 50 öre. Sedan dess har tidningen bytt namn och ansikte många gånger.
Tidningens namn under 50 år:
- 1942 – 1959:2 Pensionären
- 1962 – 1976:4 Sveriges Folkpensionärers Riksförbunds tidning (SFRF)
- 1977 – 1979 Sveriges Folkpensionärers Riksförbunds tidning Veteran-posten
- 1980 – 1991 Pensionärstidningen Veteranposten
- 1991 – 2004:5 Veteranposten
- 2004:6 – 2016 Veteranen
- 2016 – Senioren[5]